# Паранормальне явище (фільм)
«Паранормальне явище» (англ. Paranormal Activity) — американський малобюджетний фільм жахів 2007 року, знятий Ореном Пелі в псевдодокументальному стилі. Прем'єра фільму відбулась на кінофестивалі «Скрімфест» (англ. «Screamfest») у США 14 жовтня 2007 р. Також фільм показали на кінофестивалі «Слемданс» (англ. «Slamdance») 18 січня 2008 р. Фільм вийшов в обмежений прокат у кількох містах США 9 жовтня 2009 року, 16 жовтня — у національний прокат США.

## Сюжет
Молода пара, Міка й Кеті з Сан-Дієго, уже декілька тижнів чує ночами дивні звуки, які розпочинають їх серйозно турбувати. Кеті розповідає, що якась примарна істота переслідує її з восьми років усюди, де б вона не жила, і тепер, мабуть, мешкає в їхньому будинку. Міка купує відеокамеру, щоби знімати те, що відбувається вночі в їхній спальні. Вони запрошують екстрасенса, доктора Фредрікса, який оглядає будинок і робить висновок, що Кеті переслідує демон, що харчується негативною енергією. Позбутися його можна тільки зрозумівши, що саме він хоче. Для цього Фредрікс настійно рекомендує їм зв'язатися зі професійним демонологом, доктором Абрамсом, а до тих пір не намагатися самостійно встановлювати контакт із демоном.
Тим часом Міка залишає камеру на ніч у їхній спальні з метою зняти все, що робить демон, поки вони сплять: рухи об'єктів, звуки, що змінюються від шепоту до кроків й інших гучних звуків, увімкнення й вимкнення світла й телевізора тощо. Також камера записує те, як Кеті встає та стоїть кілька годин біля ліжка, утупившись на сплячого Міку, а потім іде й сидить на дивані у внутрішньому дворі їхнього будинку, і говорить із ним. Потім пара свариться через те, що Міка приніс додому спіритичну дошку, проти чого застерігав їх доктор Фредрікс. Коли вони йдуть із дому, камера, залишена в вітальні разом із дошкою, записує як вітер, що виник у вітальні, рухає стрілку на дошці, указуючи на букви, до тих пір, поки дошка не загорілась. Через декілька днів Міка спробував розшифрувати залишене послання, внаслідок чого він знайшов ім'я якоїсь Діани. Потім Кеті пропонує компроміс: Міка проводить свій експеримент, і якщо нічого не вийде, то вона викликає демонолога. Тієї самої ночі Міка розсипає порошок у коридорі другого поверху. Уночі стає видно, як на підлозі з'являються трипалі сліди невідомої істоти. Міка й Кеті йдуть ними, що веде зі спальні в маленьку комірчину, де є сходи на горище, і Міка там знаходить фотографію маленької Кеті, яку вона не бачила з дитинства, коли пожежа знищила будинок її сім'ї.
Наступної ночі камера фіксує, що двері самі собою захлопуються, і коли Міка підходить до них, то трясуться, неначе з іншого боку хтось дуже агресивно хоче прорватись усередину. Після цього Міка згоджується на те, що потрібно викликати демонолога. Але приходить доктор Фредрікс і каже, що доктор Абрамс поїхав на черговий виклик, а коли вони просять його допомогти, відмовляється, тому що «може роздратувати його ще сильніше, чим зробить їхнє перебування в цьому будинку ще жахливішим», тому він, вибачаючись, іде.
Пізно вночі невидима сила хапає Кеті за ногу й тягне коридором до гостьової спальні. Почувши її крики, Міка прокидається й біжить до неї, після чого вони прибігають назад. На наступний день Кеті показує слід від укусу. Видно маленькі відмітини від довгих зубів. Утомлені й налякані, вони вирішують переночувати в мотелі. У той час, коли вони сперечаються з цього приводу, чутно як тріскається скло. Виявляється, демон розбив їхню фотографію, що висить у коридорі другого поверху, і подряпав обличчя Міки (видно три глибокі подряпини на його обличчі). Пізніше Міка знаходить Кеті, яка сидить на підлозі та тримає хрест настільки сильно, що роздирає долоню до крові. Він відправляє її нагору полежати й відпочити, а сам тим часом спалює світлину 8-річної Кеті в каміні. Коли ж він піднімається до неї, щоб вже їхати, то вона, сама не своя, говорить, що їм краще залишитися вдома.
Цієї самої ночі Кеті прокидається, обходить ліжко та стоїть біля Міки декілька годин, утупившись на нього. Потім іде вниз у темряву, після чого чутно її крики. Міка прокидається й біжить до неї, залишаючи камеру, яка фіксує спальню й темний коридор, але при цьому записує звуки бійки, як тільки він спускається донизу. Їхні крики припиняються одночасно, після чого чуються важкі кроки з боку сходів, і в цю саму секунду спиною вперед із темряви влітає Міка й перекидає камеру, після чого падає на підлогу. У коридорі стоїть закривавлена Кеті, підходить до тіла Міки, обнюхує його, дивиться в камеру, посміхається тп її обличчя демонічно спотворюється, після чого вона рухається до камери й та вимикається. (Текст: Кеті не знайдено досі, тіло Міки виявили n-ого числа й місяця)

### Альтернативні кінцівки
- Після бійки Кеті повертається до спальні з закривавленим ножем і сідає поруч із ліжком, занурившись у транс на довгі години. Удень на автовідповідач записується повідомлення від подруги Кеті, що тривожиться за неї. Увечері вона приїздить і, знайшовши мертве тіло Міки, тікає. Через півгодини прибуває поліція, двоє патрульних оглядають будинок. Коли вони піднімаються до спальні, Кеті виходить зі трансу й, нічого не розуміючи, іде їм назустріч, питаючи: «Де Міка?». Поліцейські наказують їй кинути ніж, який Кеті все ще рефлекторно стискає в руках. Несподівано в дальньому кінці коридору захлопується двері, і поліцейські стріляють у Кеті.

- Міка спускається вниз до Кеті. Їхні крики припиняються одночасно, після чого Кеті повертається до спальні з закривавленим ножем, підходить до камери, на мить посміхається, перерізає собі шию й падає замертво.

## Цікаві факти
- В Італії після перегляду фільму «Паранормальне явище» паралізувало підлітка[7].
- Після того, як Стівен Спілберг взяв на студії DVD з фільмом, щоб подивитись його вдома, невідома сила зачинила двері до спальні. Для того, щоб відчинити їх, Спілбергу довелось викликати слюсаря[8].

## В ролях
- Кеті Фезерстон — Кеті
- Міка Слот — Міка
- Марк Фредерікс — Медіум
- Ембер Армстронг — Ембер
- Ешлі Палмер — Діана (дівчина з інтернету)
- Ренді Макдавелл — Лейтенант Ренді Хадсон (альтернативна кінцівка)
- Тім Пайпер — Річард (альтернативна кінцівка)
- Крістал Картрайт — Ненні (альтернативна кінцівка)